# Clubiona mykolai
Clubiona mykolai är en spindelart som beskrevs av Mikhailov 2003. Clubiona mykolai ingår i släktet Clubiona och familjen säckspindlar.
Artens utbredningsområde är Ukraina. Inga underarter finns listade i Catalogue of Life.